# Ali Bapir

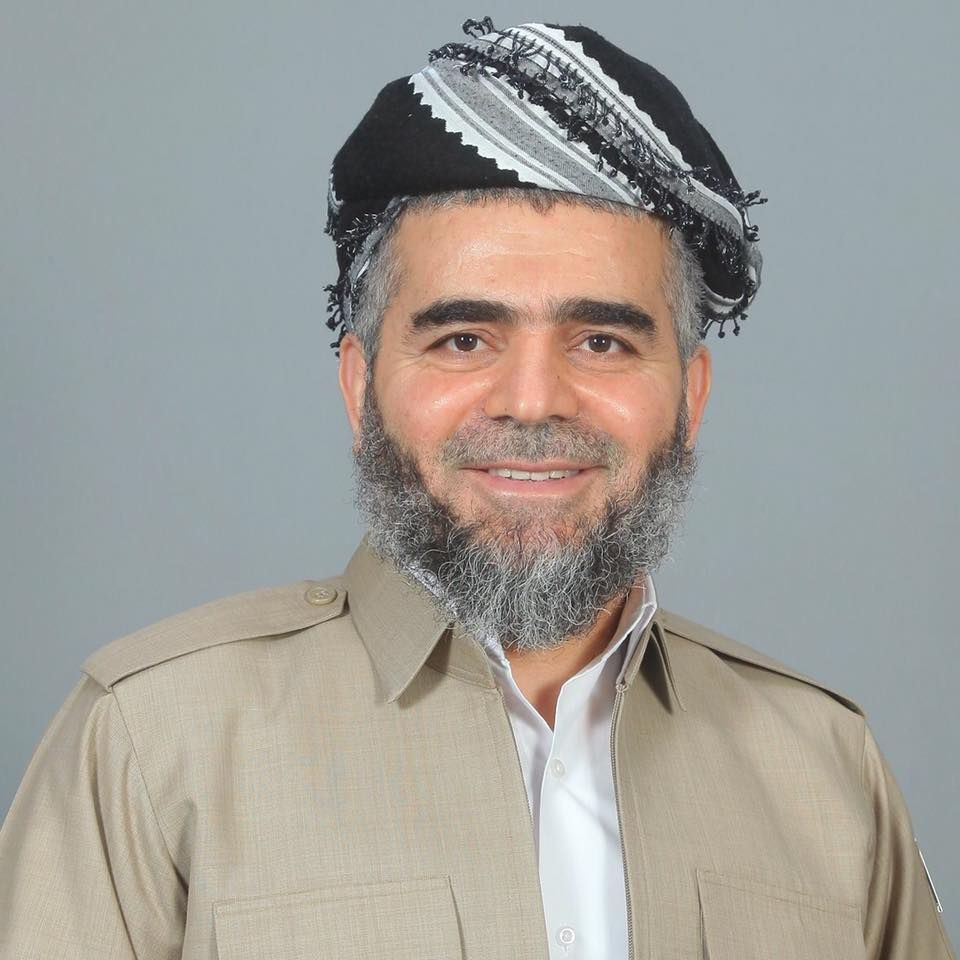
Ali Bapir

Mamosta Ali Bapir, auch Sheikh Ali Bapir genannt (kurdisch مامۆستا عهلی باپیر, arabisch الشيخ علي بابير, geboren 1961 in der Region Peshdar im irakischen Teil Kurdistans), ist ein kurdischer islamischer Intellektueller und Politiker im irakischen Kurdistan.

## Leben
Bapir ist der Gründer der Islamischen Gemeinschaft in Kurdistan, deren Geschicke er derzeit auch leitet; er ist bekannt für seine gemäßigten religiösen Ansichten und seine moderne Interpretation des Islam. Er ist Autor von über 90 Büchern über Politik, Islam, Gesellschaft, Kurden und Kurdistan. Im Rahmen der irakischen Wahlen für den Rat der Delegierten im Jahr 2009 war er einer der Top-10-Kandidaten mit den meisten Stimmen im ganzen Land. Seine Partei hat gute Beziehungen mit Ländern der Europäischen Union, den Vereinigten Staaten und anderen Ländern in der Region.